# Tyrone (Oklahoma)
Tyrone es un pueblo ubicado en el condado de Texas en el estado estadounidense de Oklahoma. En el año 2010 tenía una población de 	762 habitantes y una densidad poblacional de 692,73 personas por km².

## Geografía
Tyrone se encuentra ubicado en las coordenadas 36°57′16″N 101°04′03″O / 36.954510, -101.067419.

## Demografía
Según la Oficina del Censo en 2000 los ingresos medios por hogar en la localidad eran de $33,550 y los ingresos medios por familia eran $37,500. Los hombres tenían unos ingresos medios de $28,438 frente a los $20,156 para las mujeres. La renta per cápita para la localidad era de $12,826. Alrededor del 8.9% de la población estaban por debajo del umbral de pobreza.